# Luis Arreaga
Luis E. Arreaga-Rodas (Ciudad de Guatemala, 1952) es un diplomático estadounidense de origen guatemalteco, quien sirvió como Embajador de Estados Unidos en Guatemala de 2017 a 2020, nominado por el Presidente Donald Trump. Fue confirmado para su servicio en Guatemala por el Senado en agosto de 2017, reemplazando a Todd D. Robinson. 
Durante su periodo, se retiró el mandato de la Comisión Internacional Contra la Impunidad en Guatemala por parte del presidente Jimmy Morales, luego de meses de resistencia a su labor.

La embajada fue citada respondiendo:
Creemos que CICIG es un socio efectivo e importante para luchar contra la impunidad (...) Estados Unidos continuará apoyando la lucha de Guatemala contra la corrupción y la impunidad
Arreaga ha sido criticado en Guatemala por no asegurar la permanencia de la CICIG, siendo su retiro visto por muchos como un retorno al status-quo, y dejando sin herramientas a las propuestas de cambio anti-corrupción. El ex-embajador admitió en una entrevista el lamentar no haber podido prevenir la expulsión de CICIG, siendo tanto como un fallo al bienestar de los guatemaltecos, como a los intereses regionales estadounidenses. Esta falta de apoyo sería reclamado por las manifestaciones populares del 2020 y posteriores. Posterior al cierre de CICIG, el involucramiento de Estados Unidos con el Ministerio Público fue redefinido en la creación de una Fiscalía Transnacional, integrada por MP, PNC, DEA, FBI, DHS e ICE.
Posteriormente a su puesto, Arreaga continuó su carrera diplomática. Fue también Embajador de Estados Unidos en Islandia. En esta ocasión, nominado por el Presidente Barack Obama, iniciando sus funciones desde 2011 a 2013.Anteriormente sirvió como Jefe Adjunto de Misión en la Embajada de Estados Unidos en Panamá, Cónsul general de los EE. UU. en Vancouver, Canadá y director del Personal de Secretaría Ejecutivo en el Departamento de Estado en Washington D. C. también ha servido como Subdirector del centro de Operaciones del Secretario de asuntos exteriores y Ayudante Especial para el Secretario para Asuntos Políticos.  Otros puestos en el extranjero incluyen: Misión de Estados Unidos a las Naciones Unidas en Ginebra, servicio en la Embajada de Estados Unidos en España, y la Agencia para Desarrollo Internacional en Perú, El Salvador, y Honduras.
Arreaga es hijo de un obrero y una maestra de primaria, originaria de Olintepeque. Estudió en el colegio Liceo Guatemala, obtuvo una beca para estudiar en el extranjero[cita requerida].  En EE. UU, estudió en el Milwaukee Area Technical College y posteriormente una Maestría en Administración y un Doctorado en Economía de la Universidad de Wisconsin–Milwaukee.